# 王泰生
王泰生（1909年－1992年），美国佛像造像师、企业家和慈善家。

## 生平
祖籍浙江余姚，生于绍兴。又说生于绍兴，幼年迁居余姚。据传为明朝大哲王守仁后人，王家在王阳明封新建伯后自余姚迁居绍兴府城“王府”，余姚王姓自那世居绍兴。另有美国文献称其为宁波裔上海人。王自小在余姚县陆埠镇下横街长大，父亲撑船养家，家境贫寒。1917年入余姚蓝水小学，但因家贫于1920年辍学。1923年入余姚车厩太和酱园当学徒，但因不感兴趣于数月后辞职归家。1924年初，只身赴杭州谋生，流连西湖风景受飞来峰摩崖造像影响甚深。1924年农历二月初四，在杭州灵隐寺拜同乡佛师陆荣富为师，系统学习木雕和泥塑佛像。1927年拜别陆师而以佛造像为业，从此开创宁波派“陆埠宗”佛造像派，也是明州自南宋陳和卿之后又一位海外佛造像大师。
1933年王赴湖南沩山蜜印寺，承造了全寺的佛像。1938年回宁波，造七塔寺千佛堂，叹为观止。1939年至1949年十年间，在湖南、浙江、广东诸寺中营造佛像，并在上海建“王泰生造像所”。1950年2月赴香港。1953年，发起成立香港凤凰村街坊福利社会，任社长。20世纪六十至七十年代，先后在菲律宾普渡寺、华藏寺，香港大屿山宝莲寺、观音庙、华严寺，新加坡昆卢寺等诸多寺庙营造佛像，名扬东南亚。
1968年，王入英国国籍。1972年3月，移居美国，定居加州旧金山，又入美国籍。在加州著名的万佛圣城营造千手观音，为美国佛造像代表作。1992年3月20日上午11时，在旧金山和平医院逝世，享年八十七岁。遗体灵柩由高僧及家人护送空运回家乡余姚陆埠安葬。生前曾任美国旧金山中华总商会名誉会长。今有“陆埠镇泰生基金会”慈善基金会。

## 代表作品
王代表作遍布亚洲美国，包括：
- 今浙江宁波七塔寺千佛堂佛像
- 今台湾埔里观音山佛光寺佛像
- 今台湾宜兰莲光寺佛像五尊[7]
- 今美国万佛圣城观音像[5]

## 家庭
- 妻：林香珠[2]
- 长子：王龙昌，美国旧金山中华总商会会长[8]